# Modrava
Modrava (en allemand : Mader) est une commune du district de Klatovy, dans la région de Plzeň, en République tchèque. Sa population s'élevait à 80 habitants en 2021.

## Géographie
Modrava fait partie du parc national de Šumava, dans la forêt de Bohême. Elle est située à la frontière avec l'Allemagne, à 14 km au sud-sud-ouest de Kašperské Hory, à 44 km au sud-est de Klatovy à 81 km au sud de Plzeň et à 136 km au sud-ouest de Prague.
La commune est limitée par Prášily et Srní au nord, par Horská Kvilda et Kvilda à l'est, et par l'Allemagne au sud et à l'ouest.

## Histoire
La première mention écrite de la localité date de 1614.

## Administration
La commune se compose de deux sections :
- Filipova Huť
- Modrava

## Galerie

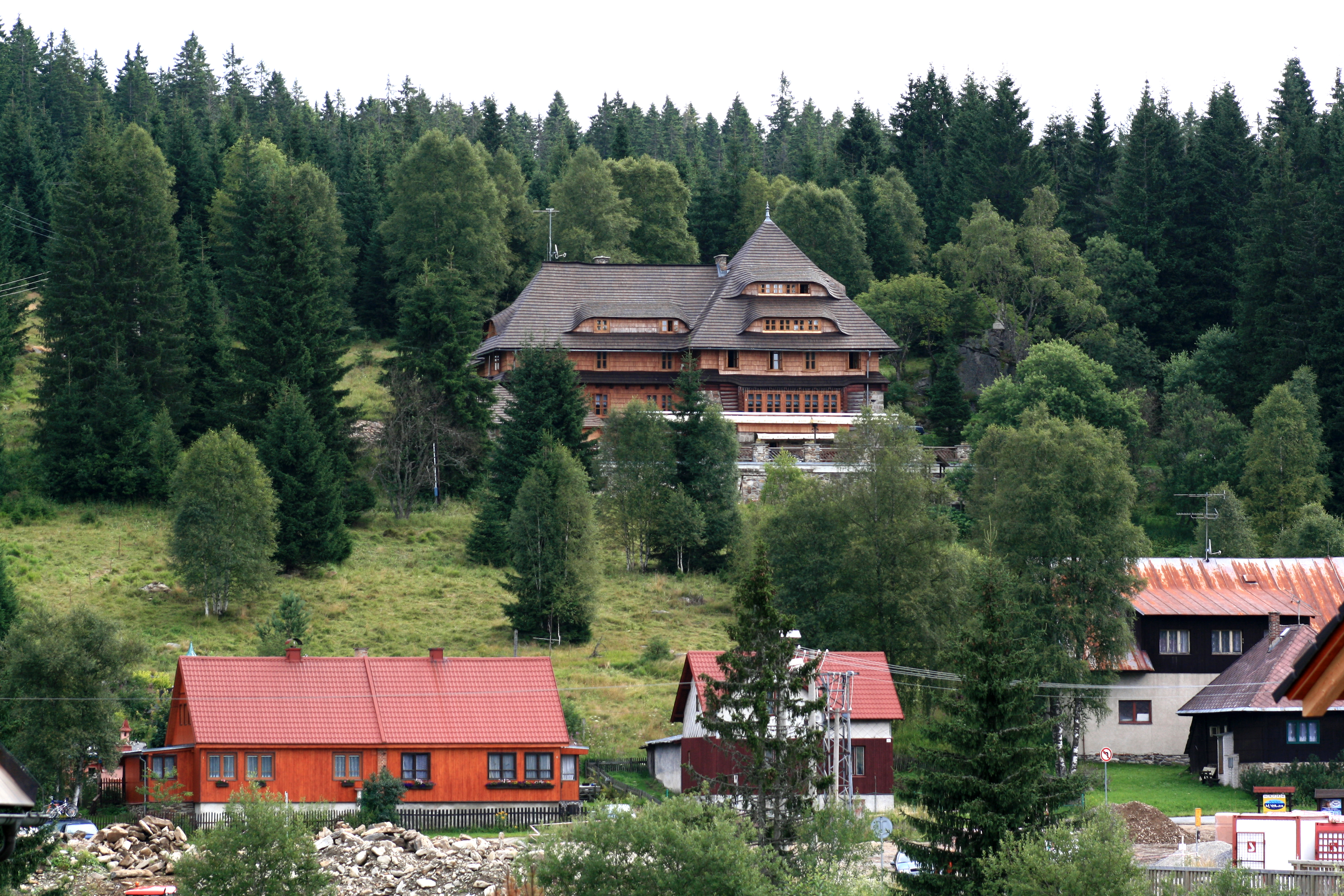
Chalet Klostermann à Modrava.
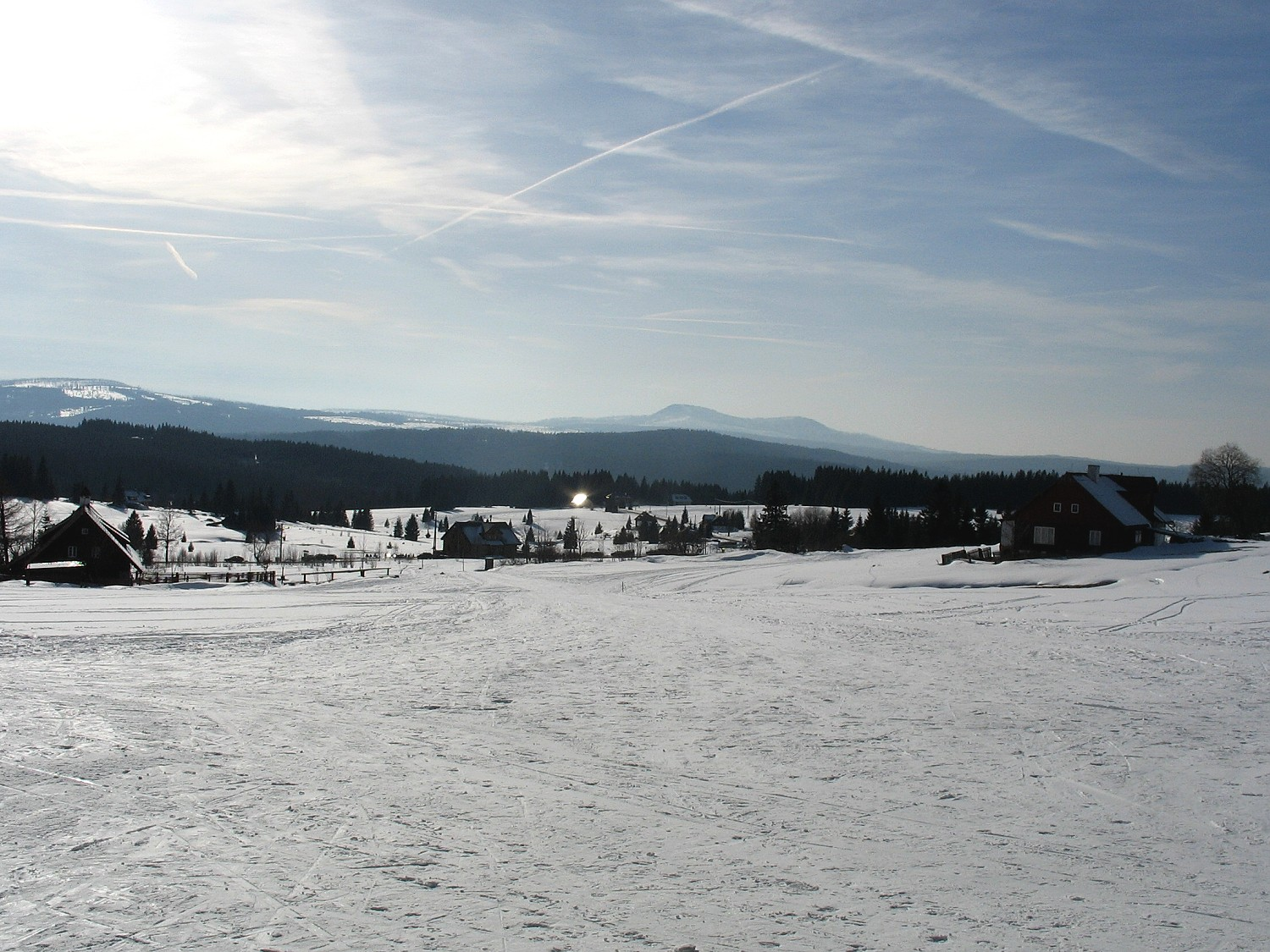
Filipova Huť.

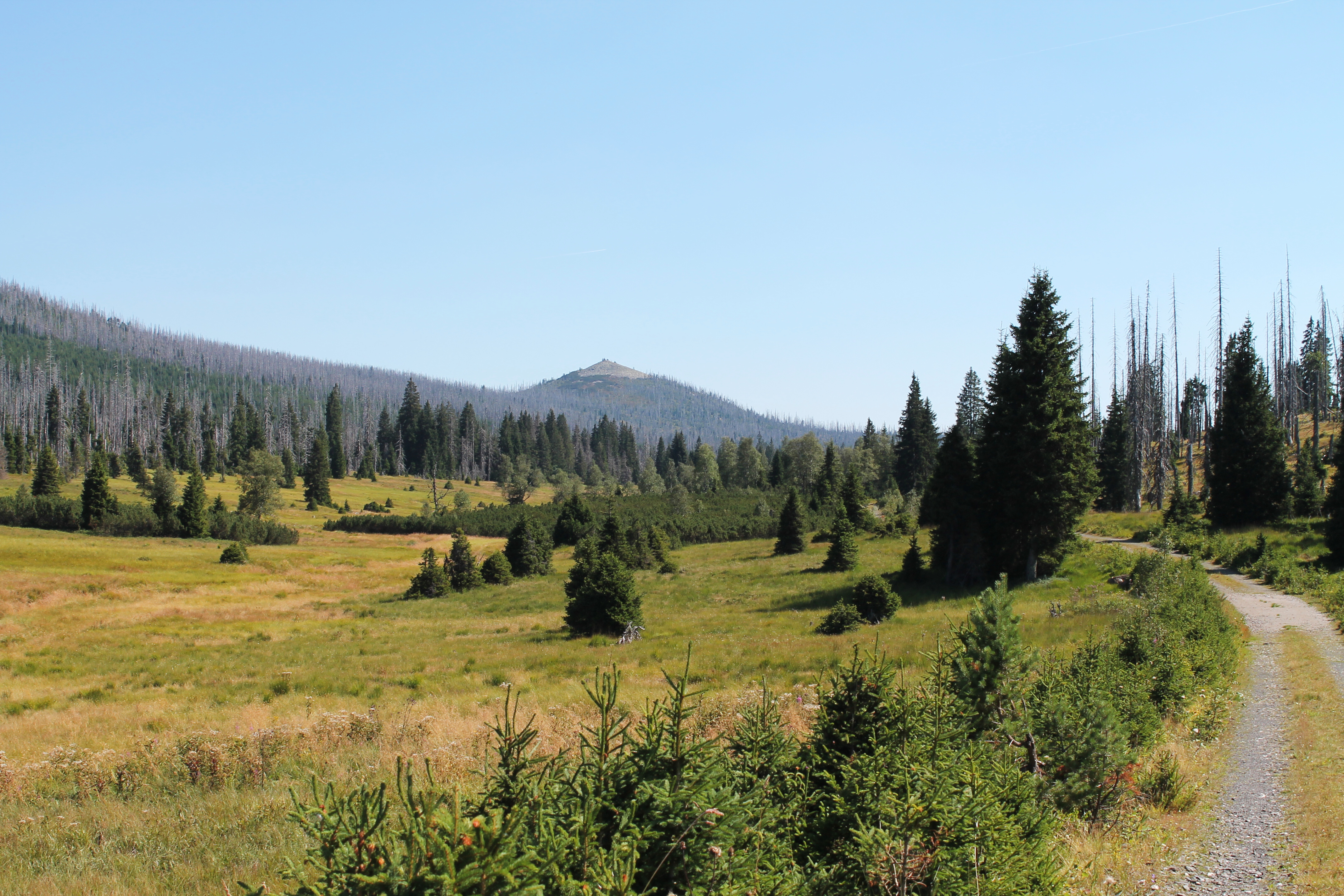
Březník.
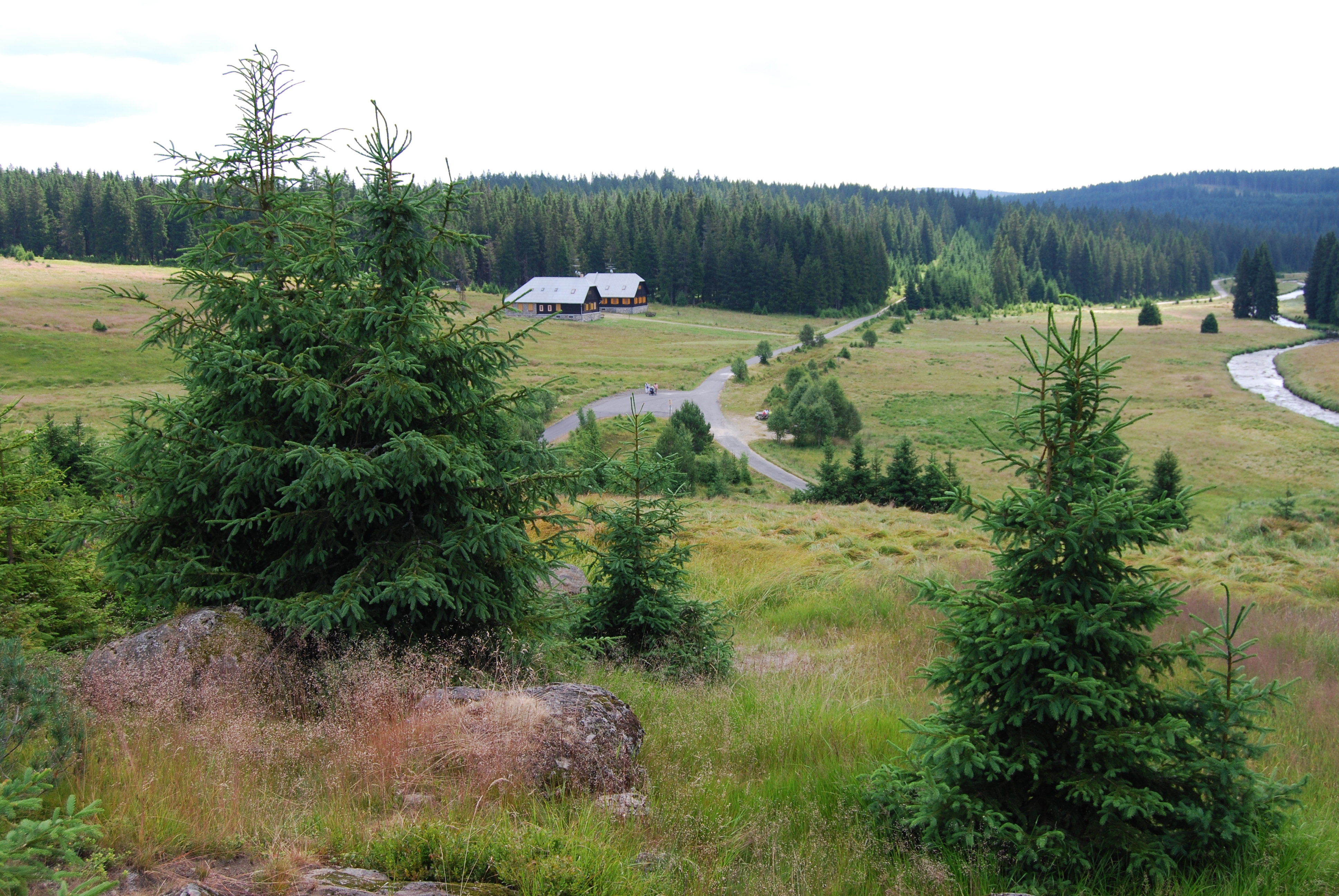
Rybárna.

## Transports
Par la route, Modrava se trouve à 24 km de Kašperské Hory, à 62 km de Klatovy, à 105 km de Plzeň et à 164 km de Prague.